# Microrregión de Senhor do Bonfim
La microrregión de Senhor do Bonfim es una de las  microrregiones del estado brasileño de la Bahia perteneciente a la mesorregión  Centro-Norte Baiano. Su población fue estimada en 2005 por el IBGE en 254.908 habitantes y está dividida en nueve municipios. Posee un área total de 16.349,055 km².

## Municipios
- Andorinha
- Antônio Gonçalves
- Campo Formoso
- Filadélfia
- Itiúba
- Jaguarari
- Pindobaçu
- Senhor do Bonfim
- Umburanas

- Datos: Q285681